# (10763) Hlawka
(10763) Hlawka (1990 TH13) – planetoida z pasa głównego asteroid okrążająca Słońce w ciągu 5,32 lat w średniej odległości 3,04 j.a. Odkryta 12 października 1990 roku.